# لاك ماسكيتسي (كيبك)
لاك ماسكيتسي (بالإنجليزية: Lac-Masketsi, Quebec)‏ هي منطقة غير المنظمة في كيبيك تقع في كندا في Mékinac Regional County Municipality. يقدر عدد سكانها بـ 0 نسمة ومساحتها 223.80 كم2 .